# Ty glädjen
Ty glädjen är en psalm med text skriven 1949 av Gulli Lundström-Michanek. Musiken är skriven 1992 av Örjan Andersson.

## Publicerad som
- Nr 883 i Psalmer i 90-talet under rubriken "Gemenskapen med Gud och Kristus".